# Evippa sohani
Evippa sohani là một loài nhện trong họ Lycosidae.
Loài này thuộc chi Evippa. Evippa sohani được Benoy Krishna Tikader & A. Malhotra miêu tả năm 1980.